# 硫黄酸化物
硫黄酸化物（いおうさんかぶつ、英: sulfur oxide）は、硫黄の酸化物の総称。一酸化硫黄 (SO)、二酸化硫黄（亜硫酸ガス）(SO2)、三酸化硫黄 (SO3) などが含まれる。化学式から SOx （ソックス）と略称される。

## 概要
石油や石炭など硫黄分が含まれる化石燃料を燃焼させることにより発生する。大気汚染や酸性雨などの原因の一つとなる有毒物質。また、自然界においても火山ガスなどに含まれている。無色で刺激臭があり、水にとけやすい。
硫黄酸化物は水と反応することで、硫酸や亜硫酸を生じる。さらに吸湿により硫酸エアロゾルとなる。
1960年代から1970年代には、石油や石炭を燃やすときに排ガス処理装置をつけていなかったため、産業活動の活性化に伴い硫黄酸化物が大量に排出され、大気汚染の原因となった。特に三重県四日市市のコンビナートでは、四日市ぜんそくとしても知られる公害病が発生し、社会問題となった。現在では、大気汚染防止法によって環境基準が定められるとともに、光触媒を用いた酸化物浄化技術や排煙脱硫技術の進歩、脱硫した軽油の使用などによって、硫黄酸化物の大気中濃度は大幅に改善されている。
一方、中国で発生した硫黄酸化物が偏西風によって日本に運ばれ、大気汚染が酸性雨の原因となることが懸念されてきている。国立環境研究所の調査では、日本で観測される硫黄酸化物のうち 49% が中国起源のものとされ、続いて日本 21%、火山 13%、朝鮮 12% とされている。

## 脱硫
脱硫法は、あらかじめ燃料から脱硫する方法と排ガスを脱硫浄化する方法の2つに大別される。
- 水素化脱硫　石油精製において脱硫を行うことで石油から硫黄分を取り除く

- 排煙脱硫　燃焼中、燃焼後の排ガスから硫黄分を取り除く 主にアルカリ性物質と中和させる湿式法が用いられる。

## 例
- 一酸化硫黄
- 二酸化硫黄
- 三酸化硫黄
- 一酸化二硫黄
- 一酸化シクロオクタ硫黄